# Orzacha

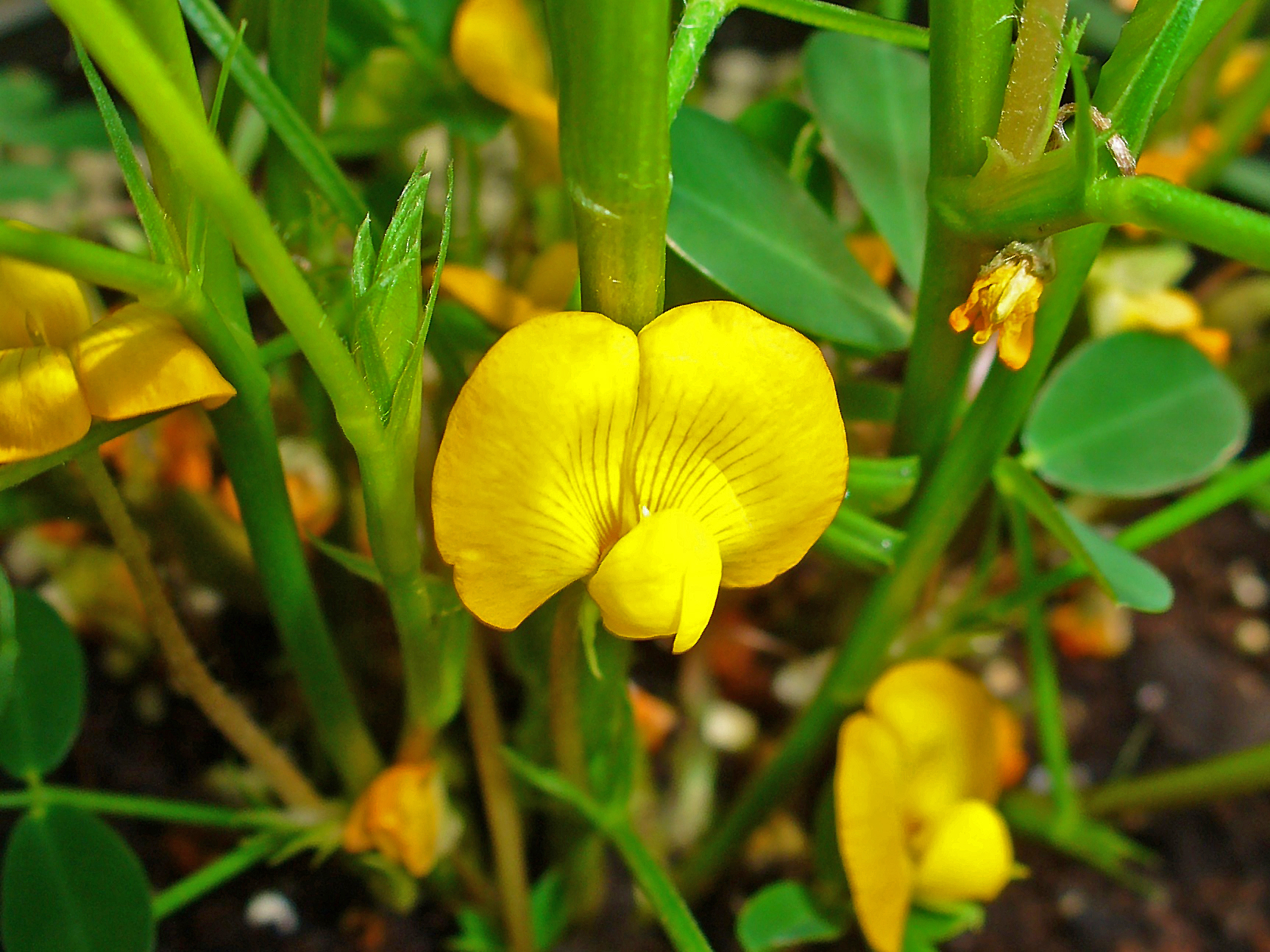
Kwitnąca orzacha podziemna

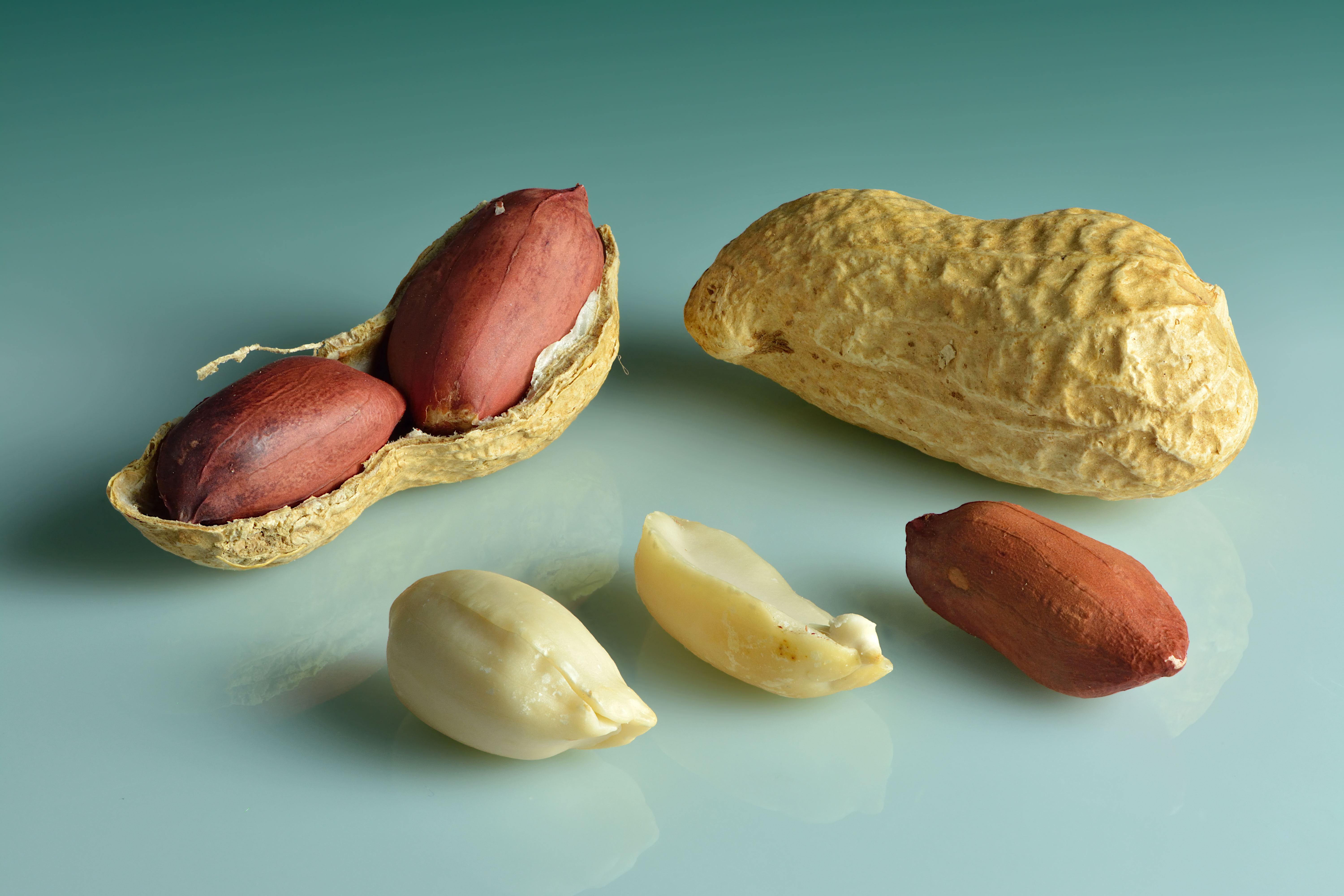
Strąk i nasiona orzachy podziemnej, czyli orzeszki ziemne

Orzacha (Arachis L.) – rodzaj roślin należący do rodziny bobowatych. Obejmuje 82 gatunki występujące w tropikalnej części Ameryki Południowej. Ważną rośliną użytkową jest orzacha podziemna Arachis hypogaea, uprawiana dla jadalnych nasion zwanych „orzeszkami ziemnymi”. Gatunek ten jest szeroko rozprzestrzeniony na świecie. W Polsce zarejestrowany został jako przejściowo dziczejący efemerofit.

## Systematyka
Synonimy taksonom.
Arachidna Boehmer in C. G. Ludwig, Mundubi Adans.
Pozycja według APweb (2001...)
Jeden z rodzajów podrodziny bobowatych właściwych Faboideae w rzędzie bobowatych Fabaceae s.l. W obrębie podrodziny należy do plemienia Dalbergieae.
Wykaz gatunków
- Arachis appressipila Krapov. & W.C.Greg.
- Arachis archeri Krapov. & W.C.Greg.
- Arachis batizocoi Krapov. & W.C.Greg.
- Arachis benensis Krapov., W.C.Greg. & C.E.Simpson
- Arachis benthamii Handro
- Arachis brevipetiolata Krapov. & W.C.Greg.
- Arachis burchellii Krapov. & W.C.Greg.
- Arachis burkartii Handro
- Arachis cardenasii Krapov. & W.C.Greg.
- Arachis chiquitana Krapov., W.C.Greg. & C.E.Simpson
- Arachis correntina (Burkart) Krapov. & W.C.Greg.
- Arachis cruziana Krapov., W.C.Greg. & C.E.Simpson
- Arachis cryptopotamica Krapov. & W.C.Greg.
- Arachis dardani Krapov. & W.C.Greg.
- Arachis decora Krapov., W.C.Greg. & Valls
- Arachis diogoi Hoehne
- Arachis douradiana Krapov. & W.C.Greg.
- Arachis duranensis Krapov. & W.C.Greg.
- Arachis giacomettii Krapov., W.C.Greg., Valls & C.E.Simpson
- Arachis glabrata Benth.
- Arachis glandulifera Stalker
- Arachis gracilis Krapov. & W.C.Greg.
- Arachis gregoryi C.E.Simpson, Krapov. & Valls
- Arachis guaranitica Chodat & Hassl.
- Arachis hassleri Krapov., Valls & C.E.Simpson
- Arachis hatschbachii Krapov. & W.C.Greg.
- Arachis helodes Mart. ex Krapov. & Rigoni
- Arachis hermannii Krapov. & W.C.Greg.
- Arachis herzogii Krapov., W.C.Greg. & C.E.Simpson
- Arachis hoehnei Krapov. & W.C.Greg.
- Arachis hypogaea L. – orzacha podziemna
- Arachis interrupta Valls & C.E.Simpson
- Arachis ipaensis Krapov. & W.C.Greg.
- Arachis jacobinensis Valls & C.E.Simpson
- Arachis kempff-mercadoi Krapov., W.C.Greg. & C.E.Simpson
- Arachis krapovickasii C.E.Simpson, D.E.Williams, Valls & I.G.Vargas
- Arachis kretschmeri Krapov. & W.C.Greg.
- Arachis kuhlmannii Krapov. & W.C.Greg.
- Arachis lignosa (Chodat & Hassl.) Krapov. & W.C.Greg.
- Arachis linearifolia Valls, Krapov. & C.E.Simpson
- Arachis lutescens Krapov. & Rigoni
- Arachis macedoi Krapov. & W.C.Greg.
- Arachis magna Krapov., W.C.Greg. & C.E.Simpson
- Arachis major Krapov. & W.C.Greg.
- Arachis marginata Gardner
- Arachis martii Handro
- Arachis matiensis Krapov., W.C.Greg. & C.E.Simpson
- Arachis microsperma Krapov., W.C.Greg. & Valls
- Arachis monticola Krapov. & Rigoni
- Arachis nitida Valls, Krapov. & C.E.Simpson
- Arachis oteroi Krapov. & W.C.Greg.
- Arachis palustris Krapov., W.C.Greg. & Valls
- Arachis paraguariensis Chodat & Hassl.
- Arachis pflugeae C.E.Simpson, Krapov. & Valls
- Arachis pietrarellii Krapov. & W.C.Greg.
- Arachis pintoi Krapov. & W.C.Greg.
- Arachis porphyrocalyx Valls & C.E.Simpson
- Arachis praecox Krapov., W.C.Greg. & Valls
- Arachis prostrata Benth.
- Arachis pseudovillosa (Chodat & Hassl.) Krapov. & W.C.Greg.
- Arachis pusilla Benth.
- Arachis repens Handro
- Arachis retusa Krapov., W.C.Greg. & Valls
- Arachis rigonii Krapov. & W.C.Greg.
- Arachis schininii Krapov., Valls & C.E.Simpson
- Arachis seridoensis Valls, C.E.Simpson, Krapov. & R.Veiga
- Arachis sesquijuga Valls, L.C.Costa & Custodio
- Arachis setinervosa Krapov. & W.C.Greg.
- Arachis simpsonii Krapov. & W.C.Greg.
- Arachis stenophylla Krapov. & W.C.Greg.
- Arachis stenosperma Krapov. & W.C.Greg.
- Arachis subcoriacea Krapov. & W.C.Greg.
- Arachis submarginata Valls, Krapov. & C.E.Simpson
- Arachis trinitensis Krapov. & W.C.Greg.
- Arachis triseminata Krapov. & W.C.Greg.
- Arachis tuberosa Bong. ex Benth.
- Arachis valida Krapov. & W.C.Greg.
- Arachis vallsii Krapov. & W.C.Greg.
- Arachis veigae S.H.Santana & Valls
- Arachis villosa Benth.
- Arachis villosulicarpa Hoehne
- Arachis williamsii Krapov. & W.C.Greg.